# Освіта в Естонії
Історія шкільної освіти в Естонії починається з перших монастирських і соборних шкіл, що з'явилися в XIII-XIV століттях. Перший буквар естонською мовою був виданий у 1575 році. Найстарішим університетом Естонії є Тартуський університет, заснований шведським королем Густавом II Адольфом в 1632 році. У 1919 році університетські курси вперше почали читатися на естонській мові.
Сьогоднішня освіта в Естонії позділена на основну, професійну і додаткову. Освітня система заснована на чотирирівневій системі, що включає в себе дошкільну, початкову, середню і вищу. Існує широка мережа шкіл і освітніх інститутів. Естонська освітня система складається з державних, муніципальних, публічних і приватних освітніх закладів. На даний момент в Естонії 589 шкіл.
Вища академічна освіта в Естонії ділиться на три рівні: бакалаврат, магістратура і докторантура. У деяких спеціальностях (базова медична освіта, ветеринарія, фармацевтика, стоматологія, інженерна архітектура і програма шкільного вчителя) ступені бакалавра і магістра об'єднані в одну ступінь. Естонські публічні університети мають більшу незалежність, ніж прикладні вищі навчальні заклади. На додаток до організації академічного життя університету університети можуть створити нові навчальні програми, затвердити правила і умови, затвердити бюджет, затвердити план розвитку, вибрати ректора і обмежити вирішення питань, що стосуються активів. В Естонії є деяке число публічних і приватних університетів. Найбільшими публічними університетами є Тартуський університет, Талліннський технічний університет, Талліннський університет, Естонський університет науки про життя, Естонська академія мистецтв, а найбільший приватний університет - Міжнародний Університет Audentes.
Академія наук Естонії є державною академією наук Естонії. IT-індустрія в Естонії з'явилася в кінці 1950-х років, коли в Тарту і Таллінні були засновані перші комп'ютерні центри. Естонські фахівці внесли вклад в розробку стандартів програмного забезпечення для різних міністерств Радянського Союзу аж до 1980-х років. У березні 2000 року Естонським фондом інформаційних технологій (англ. Estonian Information Technology Foundation) був утворений коледж інформаційних технологій.